# Battaglia di Anegawa
La battaglia dell'Anegawa (姉川の戦い?) combattutasi nel 1570 fu la reazione agli assalti delle fortezze di Odani e Yokoyama, sedi dei clan Azai e Asakura e lanciati da Oda Nobunaga e dal suo alleato Tokugawa Ieyasu.
Poiché i guerrieri asserragliati all'interno delle fortezze uscirono fuori nel tentativo di una sortita, la battaglia si risolse in uno scontro corpo a corpo nel mezzo del letto asciutto del fiume Ane. Mentre le truppe di Oda Nobunaga fronteggiarono quelle del clan Asai, i guerrieri di Tokugawa si batterono con quelli del clan Asakura poco più a valle.
I soldati Tokugawa sconfissero rapidamente gli Asakura e la loro ritirata fu possibile dal famoso samurai Makara Jūrōzaemon e dal figlio che riuscirono a trattenere i Tokugawa il tempo sufficiente a permettere ai rimanenti Asakura di fuggire.
Dopo aver sbaragliato gli avversari del clan Asakura, i soldati di Togukawa si gettarono contro il fianco destro dello schieramento del clan Azai. Inaba Ittetsu, che era rimasto nelle retrovie, si gettò nella mischia a sua volta scagliandosi contro il fianco sinistro del nemico.
A causa di questo doppio assalto le forze dei clan Azai e Asakura vennero rapidamente battute. È da notare che nello scontro Oda Nobunaga fece uso di 500 archibugieri, ed è nota la sua predilezione per l'uso tattico delle armi da fuoco, dalle quali però nello stesso anno ebbe a subire una grave ferita durante i primi scontri della Guerra contro gli Ikko-Ikki dell'Ishiyama Hongan-ji.
Non esistono fonti storiche attendibili che diano un resoconto sufficiente dello scontro; esso viene vividamente descritto in diverse opere della metà e del tardo periodo Edo ma si tratta di opere di finzione per nulla oggettive. L'unica fonte degna di un certo rispetto è lo Shinchokoki che però fa un resoconto molto marginale della battaglia senza descriverne tattiche e strategie.